# Euselasia teleclus
Euselasia teleclus är en fjärilsart som beskrevs av Stoll 1787. Euselasia teleclus ingår i släktet Euselasia och familjen Riodinidae. Inga underarter finns listade i Catalogue of Life.

## Bildgalleri

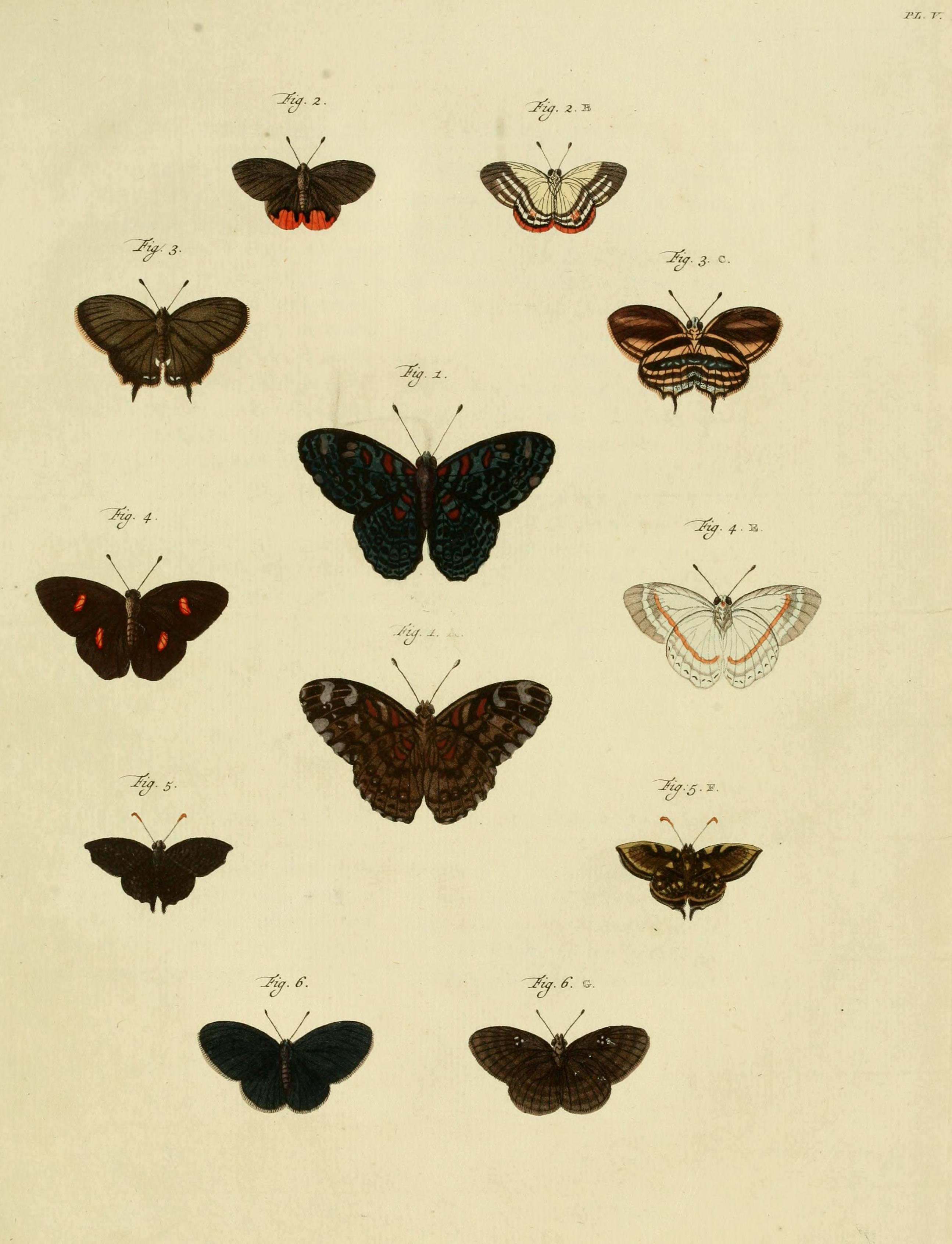